# Claudette L'Heureux
Claudette L'Heureux, née à Maniwaki (Québec), est une conteuse et comédienne québécoise.

## Biographie
Claudette L'Heureux grandit dans une épicerie, entourée de ses onze frère et sœurs. Elle commence sa carrière de conteuse en 1993, au premier Festival interculturel du conte de Montréal. Elle fait la lecture de contes dans des écoles, des résidences de personnes âgées et dans des bibliothèques, en plus d'animer ses ateliers Praticontes 101, qui permet de s'initier à l'univers du conte,,.
À 43 ans, elle monte pour la première fois sur scène en tant que comédienne pour la pièce Qu'est-ce que je vais faire quand je vais être grande ?
En 2014, elle est la première artiste à bénéficier de la résidence de création pour conteur, à Saint-Élie-de-Caxton, prêtée par Fred Pellerin,. Elle profite de cette opportunité pour préparer une nouveau spectacle ayant pour thème le patrimoine familial,.
Ses contes sont parfois philosophiques, parfois merveilleux. Ses histoires, inspirées des anecdotes des voyageurs et des clients de l'épicerie familiale, font plonger les petits et les grands au cœur des années 1960 au Québec.
Pendant sa carrière, elle participe à de nombreux festivals, partout à travers la province,,.

## Œuvres
Jeunesse
- Les Contes de la poule à Madame Moreau, Montréal, Planète rebelle, 2002, 54 p.  (ISBN 9782923735689).

Collaboration
- L'Art du conte en dix leçons, Montréal, Planète rebelle, coll. « Regards », 2012, 264 p.  (ISBN 2922528324 et 9782922528329).